# اشلایرماخر ۱۲۶۹۴
سیارک ۱۲۶۹۴ (به انگلیسی: 12694 Schleiermacher، نامگذاری:1989EJ6) دوازده هزار و ششصد و نود و چهارمین سیارک کشف شده‌است که در ۷ مارس ۱۹۸۹ کشف شد.
قدر مطلق سیارک برابر ۱۳٫۷۰ است.